# Truncatoflabellum veroni
Espèce
Statut CITES
Truncatoflabellum Vanuatu est une espèce de coraux appartenant à la famille des Flabellidae.